# Road Trips Volume 2 Number 3
Road Trips Volume 2 Number 3 je koncertní album skupiny Grateful Dead. Jedná se o sedmou část série Road Trips. Album vzniklo ze dvou koncertů, první skupina odehrála 16. června 1974 v Des Moines, Iowa a druhý, 18. června 1974, v Louisville, Kentucky. Album vyšlo při příležitosti pětatřicátého výročí druhého koncertu, 18. června 2009.

## Seznam skladeb
| Disk 1 | Disk 1              | Disk 1                       | Disk 1 |
| Pořadí | Název               | Autor                        | Délka  |
| ------ | ------------------- | ---------------------------- | ------ |
| 1.     | China Cat Sunflower | Garcia, Hunter               | ?      |
| 2.     | I Know You Rider    | trad., arr. by Grateful Dead | ?      |
| 3.     | The Race Is On      | Rollins                      | ?      |
| 4.     | Eyes of the World   | Garcia, Hunter               | ?      |
| 5.     | Big River           | Cash                         | ?      |
| 6.     | U.S. Blues          | Garcia, Hunter               | ?      |
| 7.     | Playing in the Band | Weir, Hart, Hunter           | ?      |

| Disk 2         | Disk 2               | Disk 2                 | Disk 2 |
| Pořadí         | Název                | Autor                  | Délka  |
| -------------- | -------------------- | ---------------------- | ------ |
| 1.             | Loose Lucy           | Garcia, Hunter         | ?      |
| 2.             | Eyes of the World    | Garcia, Hunter         | ?      |
| 3.             | China Doll           | Garcia, Hunter         | ?      |
| 4.             | Weather Report Suite | Weir, Andersen, Barlow | ?      |
| 5.             | Jam                  | Grateful Dead          | ?      |
| 6.             | The Other One        | Weir                   | ?      |
| 7.             | It's a Sin Jam       | Grateful Dead          | ?      |
| 8.             | Stella Blue          | Garcia, Hunter         | ?      |
| Celková délka: | Celková délka:       | Celková délka:         | 158:42 |

## Sestava
- Jerry Garcia – sólová kytara, zpěv
- Bob Weir – rytmická kytara, zpěv
- Phil Lesh – basová kytara, zpěv
- Donna Jean Godchaux – zpěv
- Keith Godchaux – klávesy
- Bill Kreutzmann – bicí